# Laoshan-Velodrom

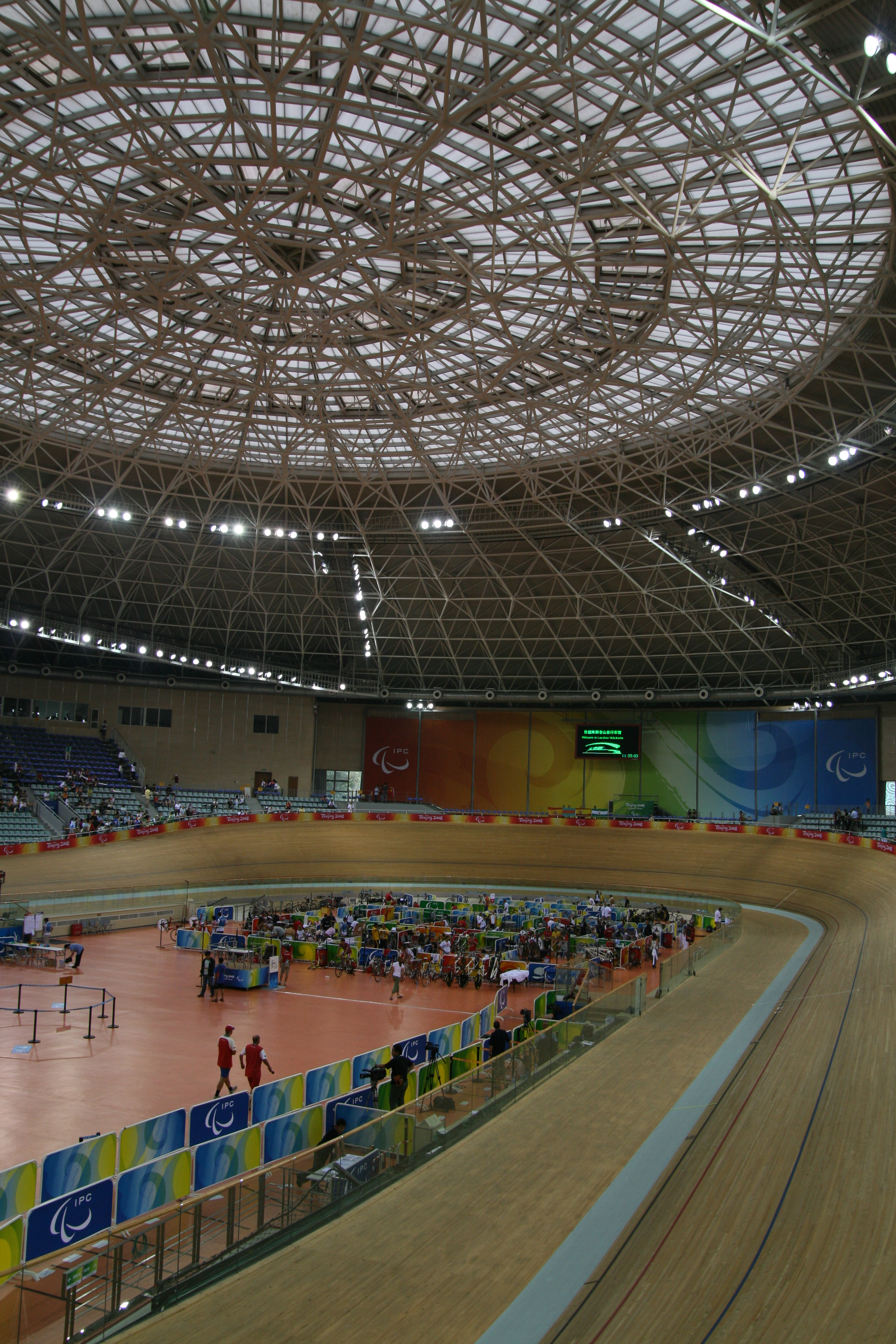
Laoshan-Velodrom

Das Laoshan-Velodrom ist eine Radrennbahn in Peking. Es wurde anlässlich der Olympischen Sommerspiele 2008 und der Sommer-Paralympics 2008 als Sportstätte für das Bahnradfahren errichtet.
Das Laoshan-Velodrom liegt auf einem 32.920 Quadratmeter umfassenden Gelände im Pekinger Distrikt Shijingshan. Die Bauarbeiten für das Velodrom begannen am 30. Oktober 2004. Das Velodrom ist eine Stahlkonstruktion und 133 mal 180 Meter groß. Die drei Etagen umfassen eine Höhe von 33,80 Meter. 6000 Zuschauer, für die 3000 zusätzliche Sitzplätze geschaffen wurden, die nach den Olympischen Spielen und Paralympics wieder entfernt werden, finden in dem Gebäude Platz. Die Holzbahn in der Mitte des Gebäudes ist 250 Meter lang. Über ihr befindet sich die tellerförmige Dachkonstruktion. Das Dach ist in der Mitte von einer Glaskuppel, die einen Durchmesser von 56 Metern hat, unterbrochen, die Licht in das Velodrom lässt und so konstruiert wurde, dass keine störenden Lichtreflexe auf der Bahn auftreten. 
Geplant wurde die Radrennbahn/Piste vom Münsteraner Architekten Ralph Schürmann. Der Gebäudeentwurf stammt vom Berliner Architekturbüro WKA Keuthage Architekten BDA, zusammen mit Ralph Schürmann.
Am 9. Dezember 2007 fand im Laoshan-Velodrom der UCI Bahnrad-Weltcup Classics statt. Dieser wurde als Testwettkampf für die Olympischen Spiele und die Paralympics genutzt. Mehrfach wurden hier inzwischen Läufe des Bahnrad-Weltcups ausgetragen. Neben diesen Großereignissen wird das Velodrom vor allem als Trainingsstätte genutzt werden.